# Élections sénatoriales de 2014 dans les Ardennes
Les élections sénatoriales de 2014 dans les Ardennes ont lieu le dimanche 28 septembre 2014. Elles ont pour but d'élire les deux sénateurs représentant le département au Sénat pour un mandat de six années.

## Contexte départemental
Lors des élections sénatoriales du 21 septembre 2008 dans les Ardennes, deux sénateurs ont été élus au scrutin majoritaire : Benoît Huré et Marc Laménie, tous deux sénateurs sortants du groupe UMP. 
Depuis 2008, le collège électoral, constitué des grands électeurs que sont les sénateurs sortants, les députés du département, les conseillers régionaux, les conseillers généraux et les délégués des conseils municipaux, a été largement renouvelé par des élections législatives de 2012 qui ne changent pas le rapport de forces dans le département (UMP deux circonscriptions, PS une); les élections régionales de 2010 qui ont confirmé la majorité de gauche au conseil régional de Champagne-Ardenne, les élections cantonales de 2011 qui ont permis à la droite de conserver sa nette majorité au conseil général et surtout les élections municipales de 2014 qui ont vu un net recul de la gauche qui perd la préfecture et plus grande ville Charleville-Mézières mais également Revin, Vouziers, Fumay ces pertes n'étant compensé que par le gain de Villers-Semeuse. Cependant, dans les Ardennes, le poids des petites communes est prépondérant: les délégués des communes de moins de 100 habitants représentent plus de 10 % du collège électoral et 60 % des électeurs sont issus de communes de moins de 1 500 habitants. 

## Rappel des résultats de 2008
| Candidat et parti politique | Candidat et parti politique | Candidat et parti politique | Premier tour | Premier tour | Second tour | Second tour |
| Candidat et parti politique | Candidat et parti politique | Candidat et parti politique | Voix         | %            | Voix        | %           |
| --------------------------- | --------------------------- | --------------------------- | ------------ | ------------ | ----------- | ----------- |
|                             | Benoît Huré                 | UMP                         | 442          | 47,48        | 541         | 57,98       |
|                             | Marc Laménie                | UMP                         | 397          | 42,64        | 484         | 51,88       |
|                             | Jean-Paul Bachy             | DVG                         | 391          | 42,00        | 461         | 49,41       |
|                             | Philippe Mathot             | UMP                         | 183          | 19,66        |             |             |
|                             | Manuel Ramalhete            | PS                          | 172          | 18,47        |             |             |
|                             | Sylvain Dalla-Rosa          | PCF                         | 41           | 4,40         |             |             |
|                             | Michèle Leflon              | PCF                         | 38           | 4,08         |             |             |
|                             | Éric Samyn                  | FN                          | 14           | 1,50         |             |             |
|                             |                             |                             |              |              |             |             |
| Inscrits                    | Inscrits                    | Inscrits                    | 972          | 100,00       | 972         | 100,00      |
| Abstentions                 | Abstentions                 | Abstentions                 | 16           | 1,65         | 18          | 1,85        |
| Votants                     | Votants                     | Votants                     | 956          | 98,35        | 954         | 98,15       |
| Blancs et nuls              | Blancs et nuls              | Blancs et nuls              | 25           | 2,62         | 21          | 2,20        |
| Exprimés                    | Exprimés                    | Exprimés                    | 931          | 97,38        | 933         | 97,80       |

## Sénateurs sortants
| Sénateur | Sénateur     | Parti | Fonctions lors de l'élection en 2008                        |
| -------- | ------------ | ----- | ----------------------------------------------------------- |
|          | Benoît Huré  | UMP   | Sénateur sortant, président du conseil général              |
|          | Marc Laménie | UMP   | Sénateur sortant, conseiller général, maire de Neuville-Day |

## Collège électoral
En application des règles applicables pour les élections sénatoriales françaises, le collège électoral appelé à élire les sénateurs des Ardennes en 2014 se compose de la manière suivante :
| Délégués des communes |                        |                       |                       |          |                     |
| | Conseillers municipaux | Délégués / commune    | Communes concernées   | Délégués | % collège électoral |
| Délégués des communes de moins de 9 000 habitants |                        |                       |                       |          |                     |
| - communes de < 100 habitants | 7                      | 1                     | 115                   | 115      | 11,73 %             |
| - communes de < 500 habitants | 11                     | 1                     | 235                   | 235      | 23,98 %             |
| - communes de < 1500 habitants | 15                     | 3                     | 73                    | 219      | 22,35 %             |
| - communes de < 2 500 habitants | 19                     | 5                     | 18                    | 90       | 9,18 %              |
| - communes de < 3 500 habitants | 23                     | 7                     | 3                     | 21       | 2,14 %              |
| - communes de < 5 000 habitants | 27                     | 15                    | 2                     | 30       | 3,06 %              |
| - communes de < 9 000 habitants | 29                     | 15                    | 4                     | 60       | 6,12 %              |
| Délégués des communes de 9 000 à 29 999 habitants |                        |                       |                       |          |                     |
| - communes de < 10 000 habitants | 29                     | 29                    | 0                     | 29       | 0,00 %              |
| - communes de < 20 000 habitants | 33                     | 33                    | 1                     | 33       | 3,37 %              |
| - communes de < 30 000 habitants | 35                     | 35                    | 0                     | 0        | 0,00 %              |
| Délégués des communes de 30 000 habitants et plus |                        |                       |                       |          |                     |
| - Charleville-Mézières (49 433 hab.) | 43                     | 67                    | 1                     | 67       | 6,84 %              |
| Délégués des communes bénéficiant des dispositions particulières pour les communes fusionnées                                                                      |                        |                       |                       |          |                     |
| Belleville-et-Châtillon-sur-Bar, Blanchefosse-et-Bay, Chaumont-Porcien, Girondelle, Neuville-lez-Beaulieu, Olizy-Primat, Prez, Rethel, Rocquigny, Tailly, Vouziers |                        |                       | 11                    | 57       | 5,82 %              |
| Délégués des communes | Délégués des communes  | Délégués des communes | Délégués des communes | 927      | 94,59 %             |
| Conseillers généraux | Conseillers généraux   | Conseillers généraux  | Conseillers généraux  | 37       | 3,78 %              |
| Conseillers régionaux | Conseillers régionaux  | Conseillers régionaux | Conseillers régionaux | 11       | 1,12 %              |
| Députés | Députés                | Députés               | Députés               | 3        | 0,31 %              |
| Sénateurs | Sénateurs              | Sénateurs             | Sénateurs             | 2        | 0,20 %              |
| Total | Total                  | Total                 | Total                 | 980      | 100,00 %            |

1. ↑  Dans les communes de moins de 9 000 le conseil municipal élit en son sein des délégués dont le nombre dépend de la taille de la commune.
2. ↑  Dans les communes de 9 000 à 29 999 habitants, tous les conseillers municipaux sont délégués. Il n'y a pas de délégués supplémentaires
3. ↑  Dans les communes de plus de 30 000 habitants, tous les conseillers municipaux sont délégués et, en complément, le conseil municipal désigne des délégués supplémentaires à raison d'un par tranche de 800 habitants au-delà de 30 000 habitants
4. ↑  « Dans le cas où le conseil municipal est constitué par application des articles L. 2113-6 et L. 2113-7 du code général des collectivités territoriales relatif aux fusions de communes dans leur rédaction antérieure à la loi n° 2010-1563 du 16 décembre 2010 de réforme des collectivités territoriales, le nombre de délégués est égal à celui auquel les anciennes communes auraient eu droit avant la fusion. » (Code électoral, article L284)

## Présentation des candidats
Les nouveaux représentants sont élus pour une législature de 6 ans au suffrage universel indirect par les grands électeurs du département. Dans les Ardennes, les deux sénateurs sont élus au scrutin majoritaire à deux tours. Ils sont 6 candidats dans le département, chacun avec un suppléant.
| N°  | Candidats | Candidats            | Parti | Principales fonctions                        |
| --- | --------- | -------------------- | ----- | -------------------------------------------- |
| T01 |           | Sylvain Dalla Rosa   | PCF   | Conseiller municipal de Charleville-Mézières |
| S01 |           | Michèle Leflon       | PCF   |                                              |
| T06 |           | Baptiste Touchon     | PS    | Conseiller municipal de Signy-l'Abbaye       |
| S06 |           | Corinne Larzilliere  | PS    |                                              |
| T03 |           | Jean-François Leclet | UDI   | Conseiller général                           |
| S03 |           | Élisabeth Gehin      | UDI   |                                              |
| T04 |           | Benoît Huré          | UMP   | Sénateur sortant                             |
| S04 |           | Élisabeth Faille     | UMP   |                                              |
| T05 |           | Marc Laménie         | UMP   | Sénateur sortant                             |
| S05 |           | Armelle Lequeux      | UMP   |                                              |
| T02 |           | Éric Samyn           | FN    | Conseiller municipal de Sedan                |
| S02 |           | Amandine Blomme      | FN    |                                              |

## Résultats
|             | Marc Laménie         | UMP         | 547 | 58,69  |  |  |
|             | Benoît Huré          | UMP         | 531 | 56,97  |  |  |
|             | Jean-François Leclet | UDI         | 184 | 19,74  |  |  |
|             | Baptiste Touchon     | PS          | 156 | 16,74  |  |  |
|             | Sylvain Dalla Rosa   | PCF         | 101 | 10,84  |  |  |
|             | Éric Samyn           | FN          | 71  | 7,62   |  |  |
|             |                      |             |     |        |  |  |
| Inscrits    | Inscrits             | Inscrits    | 979 | 100,00 |  |  |
| Abstentions | Abstentions          | Abstentions | 33  | 3,37   |  |  |
| Votants     | Votants              | Votants     | 946 | 96,63  |  |  |
| Blancs      | Blancs               | Blancs      | 11  | 1,16   |  |  |
| Nuls        | Nuls                 | Nuls        | 3   | 0,32   |  |  |
| Exprimés    | Exprimés             | Exprimés    | 932 | 98,52  |  |  |